# 미스터 T (배우)
미스터 T(본명은 로렌스 터로드(영어: Laurence Tureaud), 영어: Mr. T, 1952년 5월 21일 ~ )는 미국의 배우, 전직 레슬링 선수이다.

## 출연 작품
- 록키3
- A특공대